# Suuri Paljärvi
Suuri Paljärvi eller Palijärvi är en sjö i Finland. Den ligger i kommunen Ruokolax i landskapet Södra Karelen, i den sydöstra delen av landet, 250 km nordost om huvudstaden Helsingfors. Suuri Paljärvi ligger 106,6 meter över havet. I omgivningarna runt Suuri Paljärvi växer i huvudsak blandskog. Den är 14,47 meter djup. Arean är 2,35 kvadratkilometer och strandlinjen är 24,65 kilometer lång. Sjön  ingår i Vuoksens huvudavrinningsområde. 